# Giōrgos Andrianopoulos
Giōrgos Andrianopoulos (in greco Γιώργος Ανδριανόπουλος?; Il Pireo, maggio 1903 – Londra, 24 febbraio 1980) è stato un calciatore greco, di ruolo attaccante.

## Carriera

### Nazionale
Fece parte della nazionale greca che partecipò ai Giochi olimpici di Anversa, nel corso della competizione, tuttavia, non disputò neanche un incontro.
Successivamente (tra il 1929 ed il 1930) disputò 5 incontri con la nazionale greca.